# Bombattentatet i Manchester 1996
 Bombattentatet i Manchester 1996 (engelska: 1996 Manchester bombing) inträffade den 15 juni 1996 då Provisoriska IRA sprängde en bomb på 1,5 ton mitt i centrala Manchester. En varning före attentatet gjorde att ingen dog, men 200 skadades De ekonomiska skadorna uppgick till en kostnad av 700 miljoner pund.